# IAero Airways
iAero Airways fue una aerolínea estadounidense basada en Phoenix, Arizona, Estados Unidos. Operaba una flota de jets empresariales y comerciales disponibles para vuelos chárter y privados. Su base principal era el Aeropuerto Internacional de Phoenix

## Servicios
iAero Airways operaba vuelos para equipos de deportes, profesionales y empresas turísticas muy importante. También proporciona servicios de administración de la aeronave para dueños de aviones privados. En verano de 2011 Swift Air originalmente planeo operar vuelos chárter desde Chicago a algunos destinos europeos como Belgrado (Serbia), Zagreb (Croacia) y Kraków (Polonia); aun así, estos destinos eran sólo volados en junio de 2011.
Desde 2017 su nuevo plan estratégico es con la aerolínea Venezolana Laser Airlines con la cual cubre la ruta Miami-Caracas-Miami.

## Historia
La aerolínea quedó establecida en 1997 y era el usuario para operar el Embraer ERJ 135. En noviembre de 2006 la aerolínea, ya con autorización recibida empezó a volar tres Boeing 737-400s con la empresa Part 121. El uso primario de esta aeronave era transportar equipos de deporte (NBA, NHL, MLB) , profesionales y empresas turísticas importantes y para Charter VIP.
La 2008 campaña presidencial de John McCain utilizó uno de Boeing de Swift Air 737-400 el cual estuvo bautizado la "Charla Recta Express," el mismo nombre dado a su autobús utilizó más temprano en la campaña. Después, el 17 de junio de 2011, se suspendió su contrato con la empresa Part 121.
En 2017 Swift Air, empezó a operar vuelos a Caracas en calidad de leasing a la empresa "Laser Airlines": iniciándose primero con una frecuencia diaria, para luego pasar a dos frecuencias diarias. Así como a su vez anunció planes para adquirir el Boeing 737-800 adquirido de "Eastern Airlines" para cubrir vuelos al vuelo a Maracaibo-Miami que provenía del acuerdo de wet-leasing Estelar Latinoamérica-Eastern Airlines. Manteniendo para Caracas específicamente al Aeropuerto Internacional de Maiquetía Simón Bolívar operando un Boeing 737-400, dicha ruta que tendría una frecuencia diaria en horario vespertino a Miami.
Para el año 2018, la empresa adquirió los derechos de Eastern Airlines (la cual poseía las propiedades de Dynamic Airways) y compró las aeronaves de Xtra Airways. Ampliando el uso de flota junto a Laser Airlines y sumando una frecuencia Caracas-Miami y Caracas-Nueva York junto a Estelar Latinoamérica, en esta última utilizando el B767-200.
Se dice que la aerolínea pertenece a la familia Swift, por la compositora/cantante estadounidense Taylor Swift

### Futuro para Swift Air
No obstante, para mediados de diciembre de 2018, Swift Air fue comprada por iAero Group estimandose su total adquisión por esta última en el primer trimestre del 2019. iAero Group tiene su sede en Miami junto con sus empresas de servicios de mantenimiento, reparaciones y operaciones (MRO).

## Cambio de Imagen
Swift Air ha anunciado que tiene la intención de renombrarse como iAero Airways, luego de su reciente adquisición por parte del Grupo iAero. Una presentación ante el Departamento de Transporte de los EE. UU. (DOT) el 9 de septiembre de 2019, declaró que en este momento, tiene la intención de mantener su nombre corporativo, Swift Air, LLC, y por lo tanto no busca la reemisión de sus licencias de operación y certificados.

## Flota histórica
La aerolínea durante su existencia operó las siguientes aeronaves: